# Grażyna Miller
Grazyna Miller (* 29. Januar 1957 in Jedwabne; † 17. August 2009) war eine polnisch-italienische Dichterin, Publizistin und Übersetzerin.

## Leben und Wirken
Nach dem Abitur (polnisch: Matura) in Łomża studierte sie vier Semester an der Pädagogischen Hochschule und wurde als Lehrerin für Polnisch an einer Volksschule (8 Klassen) angestellt. Während der Schulferien war sie als Reiseleiterin tätig, lernte einen Italiener kennen, heiratete ihn, wanderte 1983 nach Siena aus, lebte in der Toskana und studierte dort die Italienische Sprache. Im Februar 2003 übertrug sie in das Italienische  Römisches Triptychon. Meditationen, einen Gedichtband des Johannes Paul II., der in dem Vatikanischen Verlag erschien. In diesem Band ist ein Vorwort des damaligen Kardinals Joseph Ratzinger abgedruckt worden. Die offizielle Inauguration der italienischen Version fand am 6. März 2003 im Sala Stampa Vaticana  in der Anwesenheit des Papstes statt.
Die erste Sammlung der Gedichte der Dichterin ist unter dem Titel Curriculum 1988 erschienen, wurde bei der Nationalen Buchausstellung in Turin und in der berühmten Galerie der Antiken Kreuzgänge in Turin ausgestellt. Eine andere Sammlung von Gedichten Auf der Atemwelle (Sull'onda del respiro) wurde im Jahre 2000 herausgegeben und im Ehrensaal der Basilika der Heiligen Maria der Engel, auf dem Platz der Republik in Rom, präsentiert. Die letzte herausgegebene Gedichtsammlung Alibi des Schmetterlings (Alibi di una farfalla) aus dem Jahre 2002 hat ihren Platz in der Bibliothek des Vatikan-Archivs gefunden.
Als Dichterin hat in Italien nationale und internationale Auszeichnungen erhalten. Dabei waren ein Preis des Ministers für Italienische Kultur (im Jahre 2002), ein Internationaler Preis Vanvitelli (Luigi Vanvitelli 2001) – "für ein Schaffen, das stolz auf die Zivilisation des 20. Jahrhunderts macht, das der Generation intellektuell und humanistisch dient". Im Jahr 2002 hat sie den Internationalen Preis Marineo für das dichterische Schaffen erhalten. Andere Preise waren: der erste Nationalpreis für die Gedichte mit religiöser Thematik, der Erste Preis "Forum Interart" für Artisten, Dichter, Erzähler und ein Preis "Fiore di roccia" für Gedichte mit Liebesthematik. Im Jahre 2004 hat sie einen Nationalen Preis für Literatur und Journalismus bekommen, mit besonderer Auszeichnung für die italienische Version von "Römisches Triptychon (Trittico romano)".
In Cartagena (Spanien) erhielt  sie im Jahr 2003 den Internationalen Preis "Cartago (Cartagine)".
In Polen hat sie von der Jagiellonen-Universität in Krakau eine goldene Medaille für ihr Schaffen und ihren Einsatz um die polnisch-italienische Kooperation erhalten. In dieser Weise wurde sie in der Heimat durch einen internationalen Preis "Die Besten im Jahre 2001" ausgezeichnet.
Für das Werk und Schaffen von Grażyna Miller interessiert sich nicht nur die polnische ("Życie Warszawy", "Dziennik Polski", "Kurier Poranny" usw.) und die italienische ("L’Osservatore Romano", "Il Messaggero", "Il Tempo", "La Sicilia" usw.), sondern auch die spanische und amerikanische Presse. Unter anderem die italienisch-amerikanische Zeitschrift "Bel Paese", die in den USA erscheint, hat seinerzeit eine Spalte für ihre Gedichte eingerichtet. Für sie interessierten sich auch Radio und Fernsehen. Im Programm Antenna Sicilia hatte die Dichterin einige Zeit live ihre Sendung der deklamierten Poesie und der Vatikanische Fernsehsender "Telepace" hat eine Sendung über ihr Gedichtband  "Alibi des Schmetterlings" ausgestrahlt, mit Übersetzungen einiger Dichtungen des Karol Wojtylas. Auch das Italienische Radio und das RAI hat ihren Gedichten viel Aufmerksamkeit gewidmet und das Vatikanische Radio hat mit ihr Interviews durchgeführt, sowohl auf Italienisch als auch  beim polnischen Radio Vatikan.
Bemerkenswert ist auch die Teilnahme von Grażyna Miller an der Manifestation "International Poetry Contest. Eine Poesie für den Frieden", organisiert durch das Study Centre "Anna Kuliscioff" (mit der Teilnahme des Präsidenten der Italienischen Republik,  Botschafter und ausländischer Institutionen). Dadurch hat sie ein Zeugnis ihrer humanitären Verpflichtung gegenüber ihrer Berufung als Dichterin gegeben.

## Schriften

### Gedichtsbände
- Lebenslauf. (Curriculum). Lalli Editore, 1988.
- Auf der Atemwelle. (Sull’onda der respiro. Poesia). Edizioni dell’Oleandro, Rom 2001.
- Alibi des Schmetterlings. (Alibi di una farfalla. Poesia eggi). Illa Palma, 2002.

### Übersetzungen
- Johannes Paul II.: Römisches Triptychon. Meditationen. (Trittico romano. Meditazioni). Libreria Editrice Vaticana 2003.